# Domitia bomansi
Domitia bomansi là một loài bọ cánh cứng trong họ Cerambycidae.